# 拉斯滕贝格
拉斯滕贝格（德語：Rastenberg，發音：[ˈʁastn̩ˌbɛʁk] ⓘ）是德国图林根州瑟默达县的城市，面积35.52平方千米，2023年12月31日人口为2,514人。